# Ficheux
Ficheux è un comune francese di 497 abitanti situato nel dipartimento del Passo di Calais nella regione dell'Alta Francia.

## Storia

### Simboli
Si tratta dello stemma della famiglia Cauvet o Cauwet, ripreso dal comune di Ficheux, in seguito a una ricerca eseguita nel 1994 dagli Archives départementales du Pas-de-Calais. Nicolas Cauwet, morto nel 1693, fu sindaco del paese.

## Società

### Evoluzione demografica
Abitanti censiti